# Djougou III
Ne doit pas être confondu avec Djougou I ou Djougou II.
Djougou III est l'un des douze arrondissements de la commune de Djougou dans le département de la Donga au Bénin.

## Géographie
Djougou III est situé au centre-ouest du Bénin et compte 8 villages que sont Angara, Barapapei, Batoulou, Dendougou, Formagazi, Kpamalangou, Zembougou Beri et Zountori.

## Démographie
Selon le recensement de la population de 2013 conduit par l'Institut national de la statistique et de l'analyse économique (INSAE), Djougou III compte 27 585 habitants  .